# 上山鼻神社

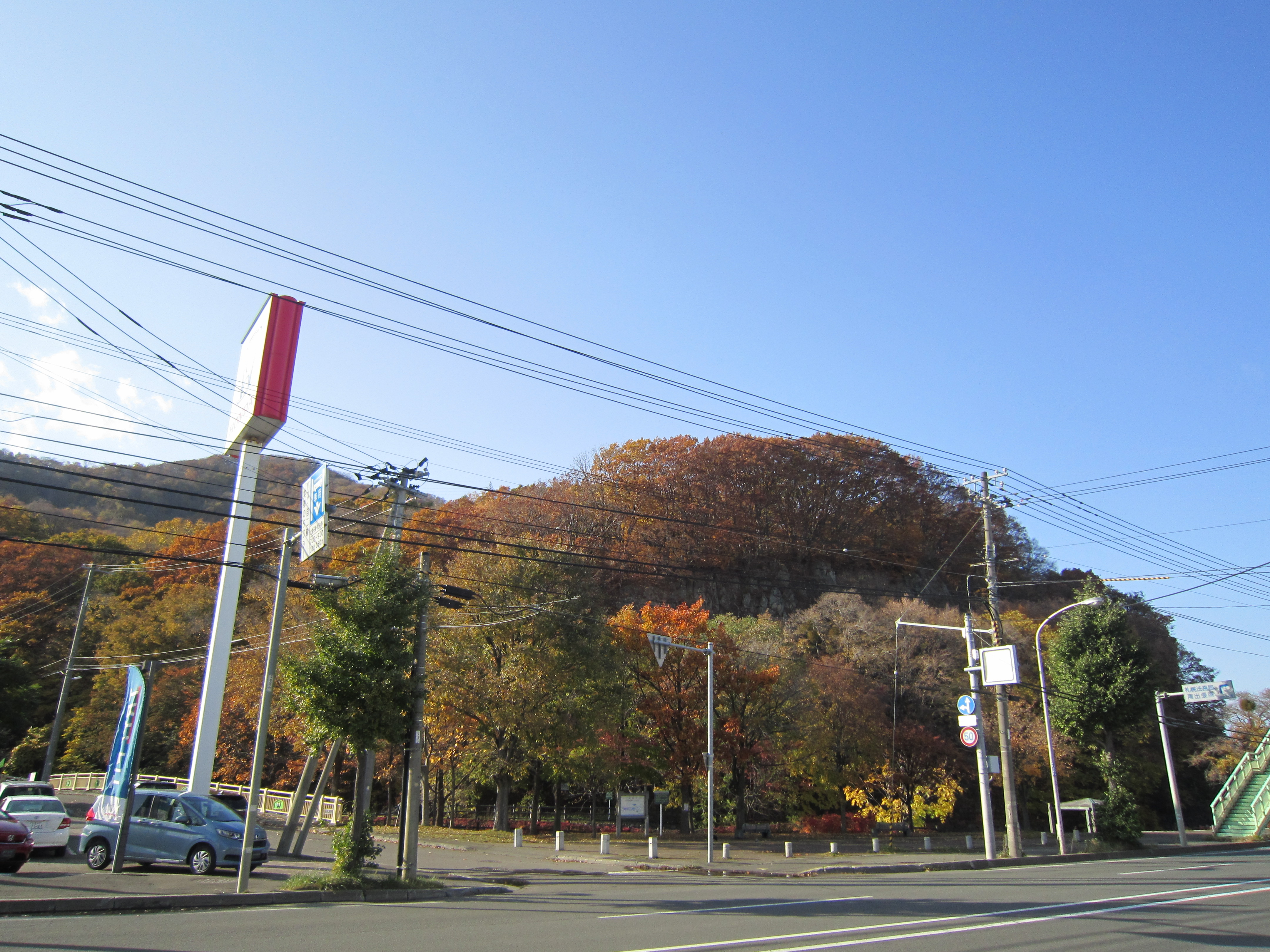
軍艦岬

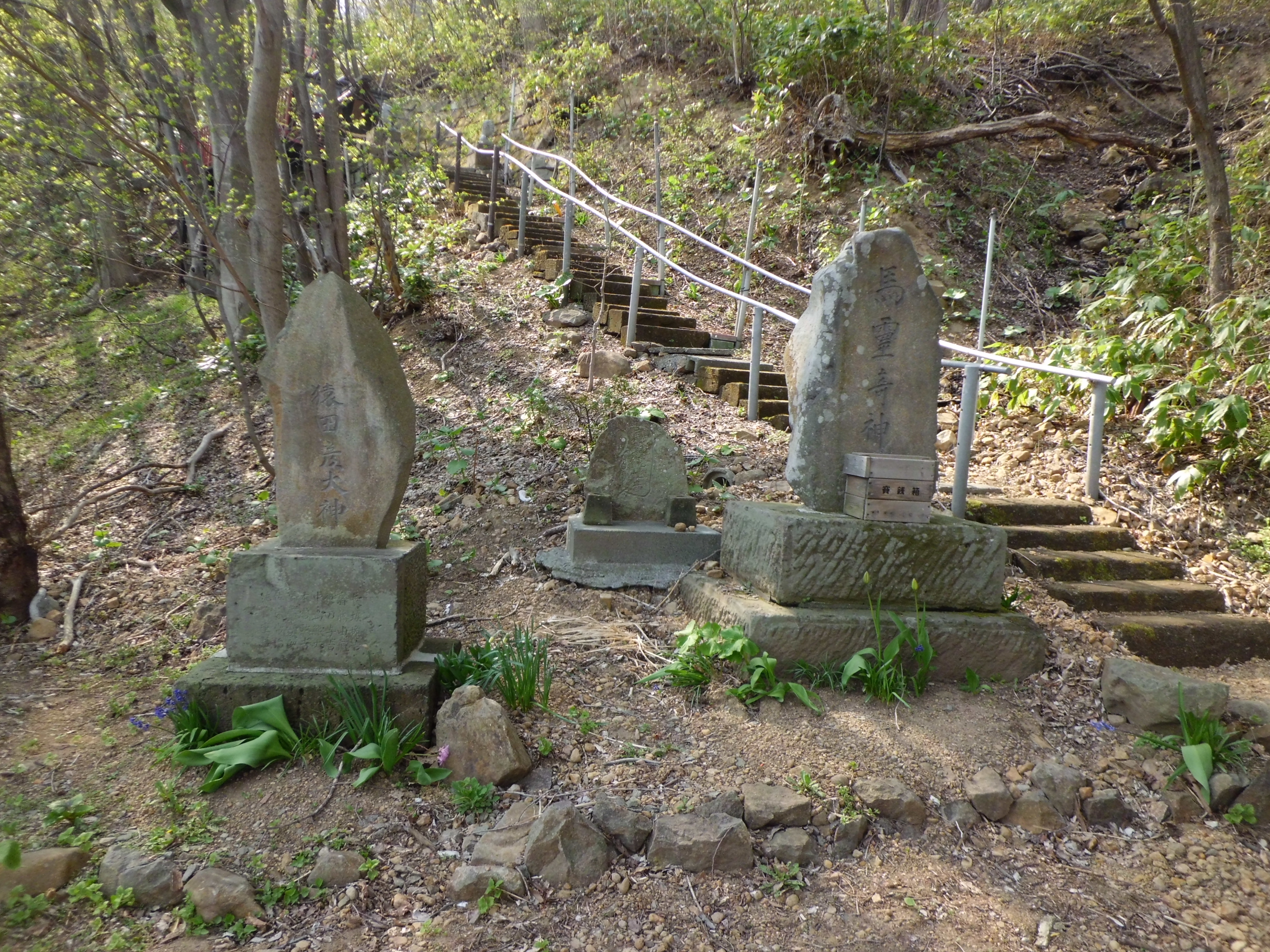
石碑

上山鼻神社（かみやまはなじんじゃ）は、北海道札幌市南区にある神社である。「上山鼻」とは近隣の藻岩下地区の古名である。
藻岩山の東端、通称「軍艦岬」の山裾に建っている。国道230号と山鼻川が交差する地点にほど近い。天然記念物指定された藻岩原生林の端にあたり、地元の住民によると、春になれば桜が美しく咲くという。
ふもとの鳥居近くには3つの石碑がある。このうち馬霊奇神社碑と猿田彦大神碑は神社の遷座とともに移動してきたものだが、馬頭観世音碑は古いとわかるだけで詳細は不明である。短い石段を登ると、小さな本殿がある。
明治のころ、当時の春秋2回の祭典は農民たちにとって唯一の慰安の機会だったという。

## 歴史
- 1887年（明治20年） - 後の国道230号と西10丁目のみゆき通りが三叉路となる地点（北緯43度00分51.6秒 東経141度20分48.4秒 / 北緯43.014333度 東経141.346778度）に集会所が建てられる[4]。
- 1891年（明治24年） - 集会所の近くに、農耕馬の無事息災を祈って馬霊奇神社の石碑が建立される[4]。
- 1908年（明治41年） - 道案内を司る猿田彦大神の掛け軸が人々の信仰を集め、庚申講によって石碑が建立される[4]。
- 1910年（明治43年） - 後の国道の東側、久保田商店の隣に、間口3間（約5.45m）奥行4間（約7.27）の社が新築される[4]。
- 1936年（昭和11年） - 後の藻岩下歩道橋南側の道沿い（北緯43度00分59.7秒 東経141度20分47.2秒 / 北緯43.016583度 東経141.346444度）に遷座。建立50周年を記念して、石造りの鳥居と手水鉢が寄進される[5]。
- 1942年（昭和17年） - 札幌護国神社の宮司の助言により、馬霊奇には神名がないことが判明。祭神を埴安姫命と猿田彦大神に改める[5]。
- 1949年（昭和24年） - 敬神会（氏子代表）が神社用地として営林署から借り受けた藻岩山山腹に再遷座[5]。
- 1972年（昭和47年） - 敬神会が高齢化で自然消滅状態となっていたため、神社の管理運営が連合町内会に移譲される[5]。
- 1976年（昭和51年） - 狛犬が寄進される[6]。
- 1996年（平成8年） - 狛犬が更新される[6]。
- 2001年（平成13年） - 社殿の老朽化に伴い、40mほど下の位置に移転新築される[6]。
- 2004年（平成13年） - 旧社殿跡の整地と植林による原状回復が実施され、用地は営林局に返還される[6]。